# I Am Who I Am (bài hát của Lara Fabian)
"I Am Who I Am" là một bài hát của nữ ca sĩ người Bỉ-Canada Lara Fabian. Bài hát được phát hành thành đĩa đơn thứ ba từ album cùng tên năm 1999 của cô.

## Sáng tác và sản xuất
"I Am Who I Am" là một bài hát có tiết tấu nhanh, được đồng sáng tác bởi Fabian và nhà sản xuất Rick Allison cùng với bộ đôi người Mỹ Carl Sturken và Evan Rogers, người cũng thực hiện việc sản xuất cho bài hát.

## Tiếp nhận
Trang Dooyoo của Anh đưa ra một đánh giá trái chiều với nhận xét rằng: "Bài hát khá là bắt tai, nhưng cụ thể thì không có gì đáng để ghi nhớ, và đây không phải là một lời giới thiệu tốt về năng lực giọng hát thật sự của Fabian. 6/10".

## Danh sách bài hát và định dạng
| - Đĩa đơn chính thức tại châu Âu 1. "I Am Who I Am" (Chris Lord-Alge phối lại) – 3:53 2. "I Am Who I Am" (Soul Solution Radio hiệu chỉnh) – 3:04 3. "I Am Who I Am" (bản phối của HQ2 Radio) – 3:28 - Đĩa đơn chính thức tại Pháp 1. "I Am Who I Am" – 3:48 2. "Light Of My Life" (song ca với Lee Hom Wang) – 4:13 - Đĩa đơn maxi chính thức tại châu Âu và quảng bá tại Mexico 1. "I Am Who I Am" (Chris Lord-Alge phối lại) – 3:53 2. "I Am Who I Am" (bản phối của HQ2 Radio) – 3:29 3. "I Am Who I Am" (bản phối của Bastone and Bestern Radio) – 3:31 4. "I Am Who I Am" (phiên bản của Major Tom) – 3:40 5. "Before We Say Goodbye" – 4:25 | - Đĩa đơn quảng bá tại châu Âu và đĩa đơn maxi quảng bá tại Nhật Bản 1. "I Am Who I Am" – 3:48 - Đĩa đơn quảng bá tại Ba Lan 1. "Pozdrowienia" – 0:05 2. "I Am Who I Am" (phiên bản của Major Tom) – 3:39 3. "Wywiad z Lara Fabian" – 10:17 |

## Những người thực hiện
Thông tin được lấy từ Discogs.
- Carl Sturken, Evan Rogers – sản xuất, sáng tác
- Lara Fabian – sáng tác, hát chính
- Rick Allison – sáng tác, quản lý
- Lise Richard – quản lý

## Xếp hạng

### Xếp hạng tuần
| Bảng xếp hạng (2000)    | Vị trí cao nhất |
| ----------------------- | --------------- |
| Pháp (SNEP)             | 67              |
| Đức (GfK Entertainment) | 64              |